# قلعه شوری

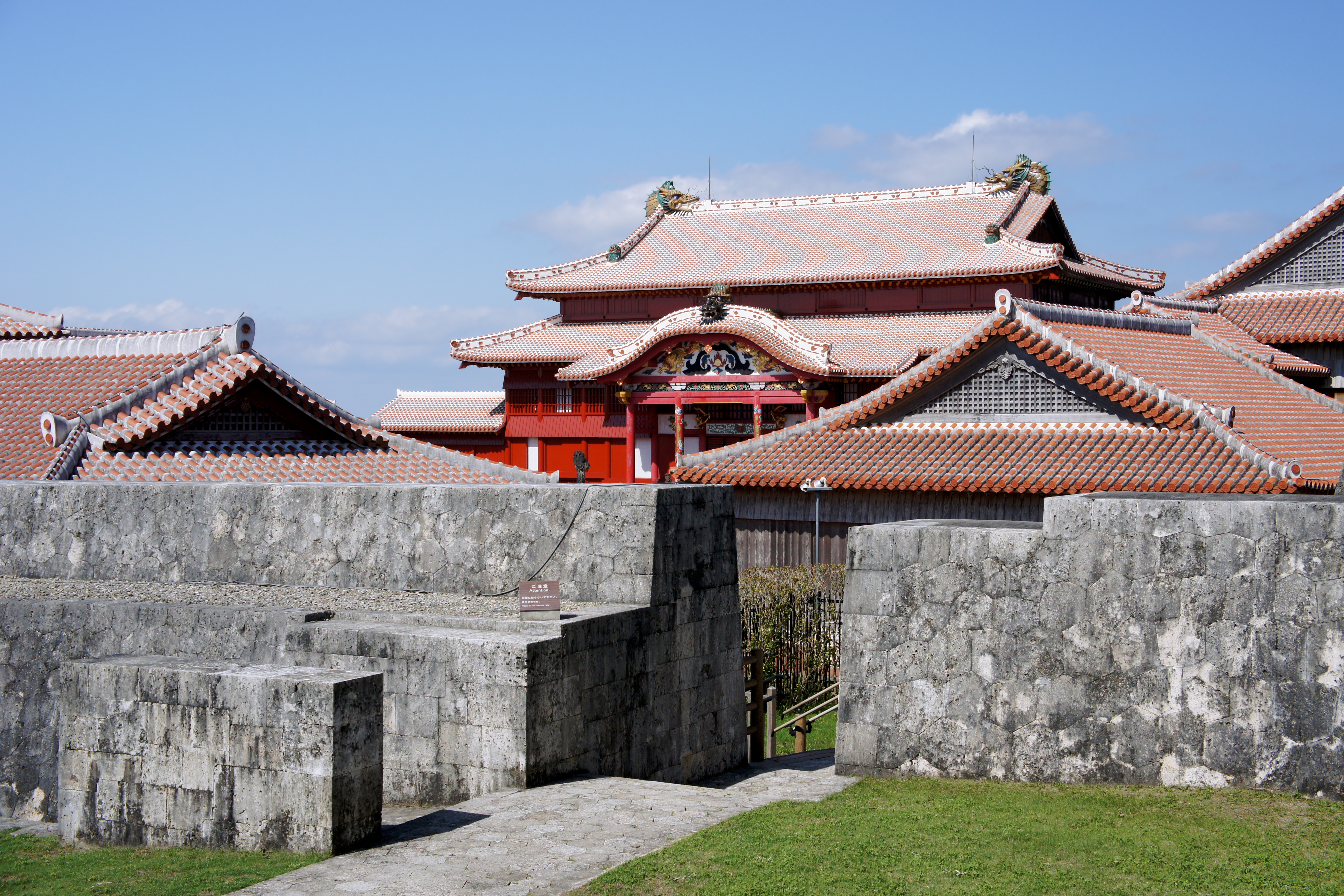
قلعه شوری

قلعهٔ شوری یا قلعهٔ چیودا (به ژاپنی: 首里城 Shuri-jō) قلعه‌ای است که در ناها، اوکیناوا، استان اوکیناوا، ژاپن، این قلعه در پادشاهی ریوکیو قرار داشته و در سال ۱۹۴۵ در طی نبرد اوکیناوا تقریباً به‌طور کامل ویران شده است. بازسازی این قلعه در طی سال‌های ۱۹۵۸ تا ۱۹۹۲ انجام شده است.
آتش‌سوزی صبح ۳۱ اکتبر ۲۰۱۹ در ساختمان‌های حیاط اصلی باعث نابودی این بخش‌ها شد.

## نگارخانه

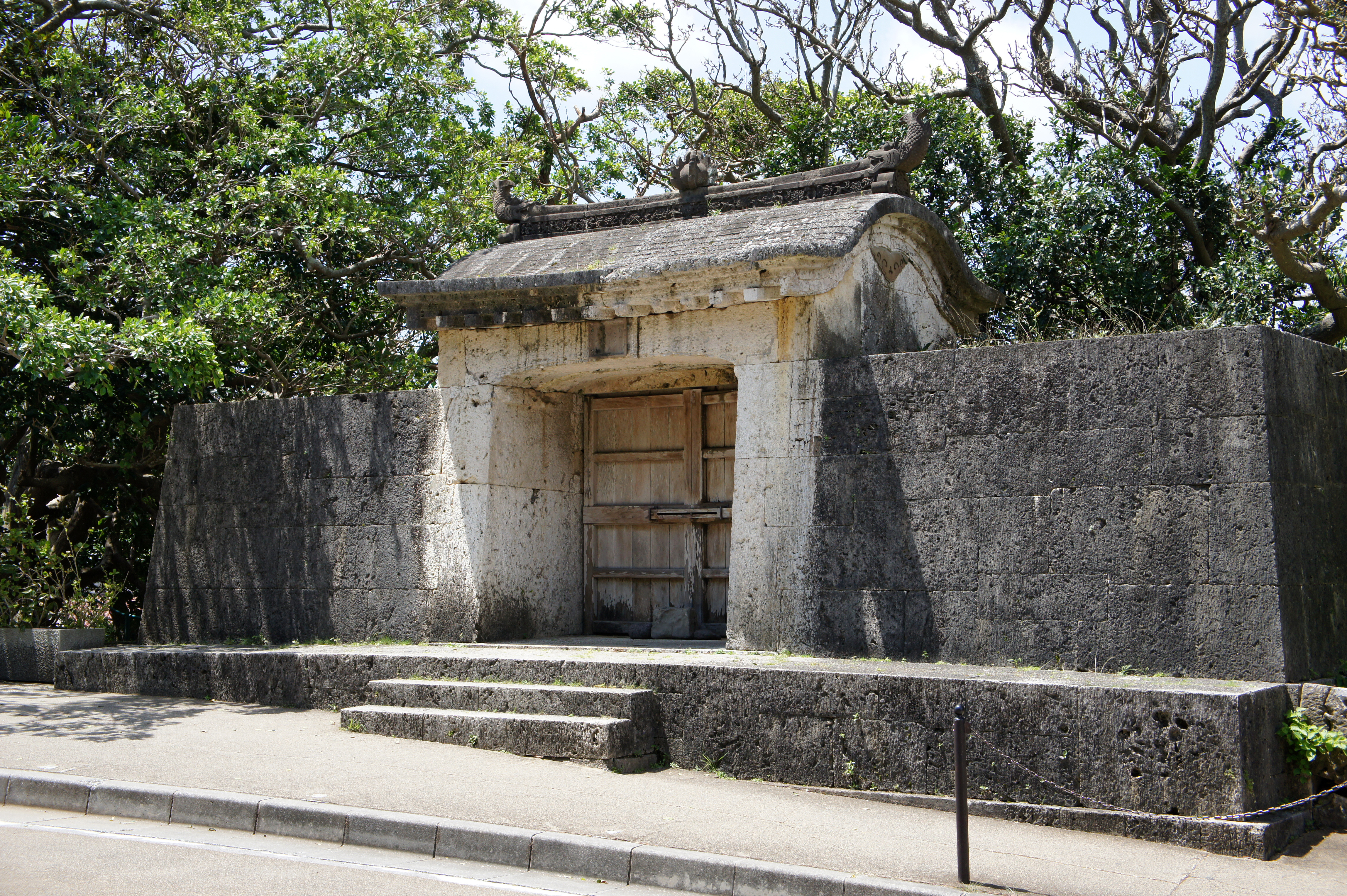
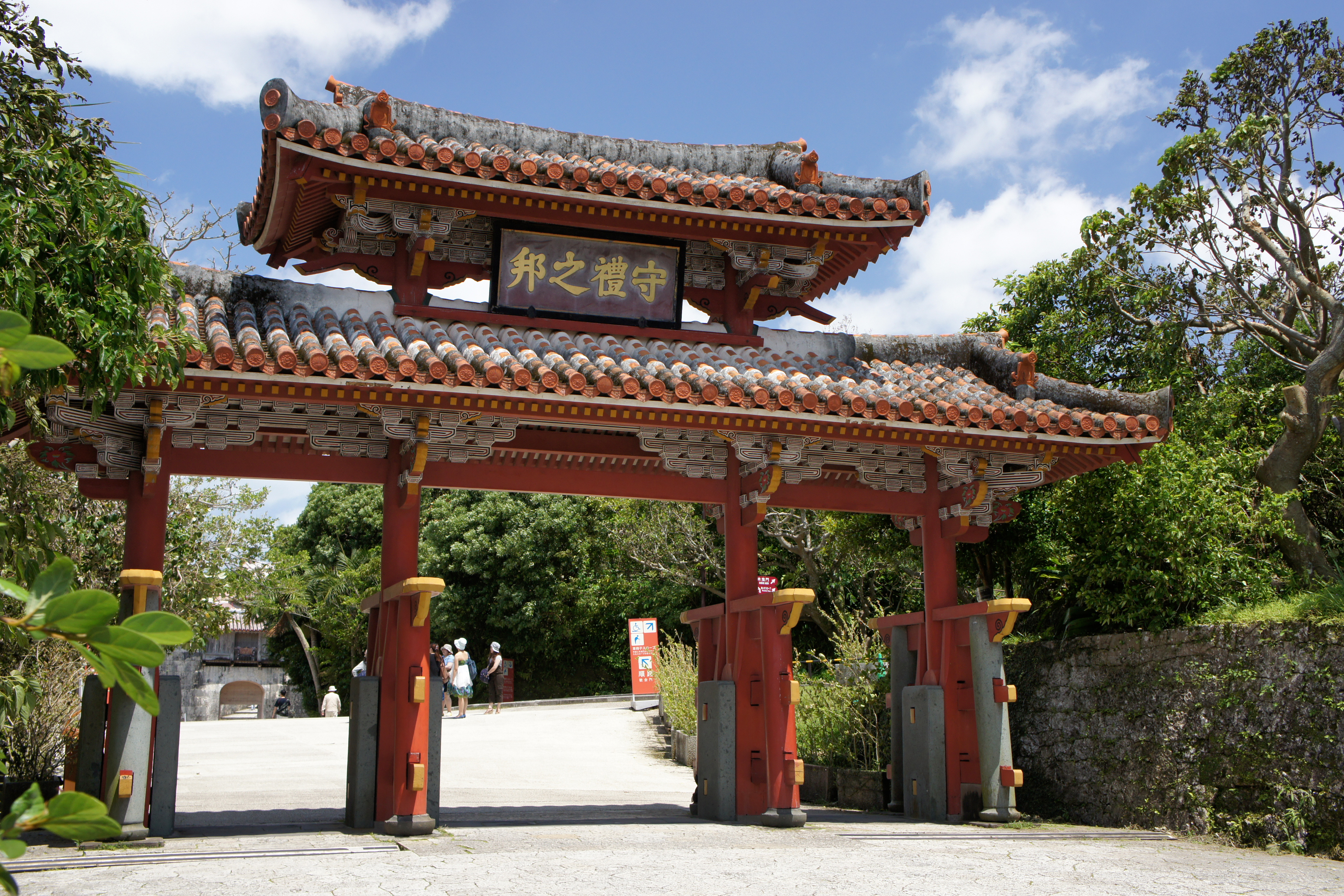